# Oeuvre van Annie M.G. Schmidt
Deze pagina biedt een chronologisch overzicht van het werk van de Nederlandse schrijfster Annie M.G. Schmidt.

## Oeuvre
- 2006 - De leeuw is los! (Querido), ISBN 90-451-0353-2
- 2006 - Otjes kookboek (Querido), ISBN 90-451-0326-5
- 2005 - Jip en Janneke: Sinterklaas komt! (Querido), ISBN 90-451-0246-3
- 2004 - De heerlijkste 5 december in vijfhonderdvierenzeventig jaar (Querido), ISBN 90-451-0140-8
- 2004 - Pluk redt de dieren (Querido), ISBN 90-451-0094-0
- 2003 - Jip en Janneke spelen samen (Querido), ISBN 90-451-0036-3
- 2002 - Iedereen heeft een staart (Zwijsen), ISBN 90-276-8089-2
- 2002 - Ik wil alles wat niet mag (Querido), ISBN 90-451-0011-8
- 2000 - Als vogeltjes gaan slapen... (Zwijsen), ISBN 90-276-8672-6
- 1999 - Kaapse raasdonders: het Annie M.G. Schmidt kookboek (Querido), ISBN 90-214-5345-2
- 1998 - Abeltje en de A van Abeltje (Querido), ISBN 90-214-8155-3
- 1998 - De Poedelman (Zwijsen), ISBN 90-276-4061-0
- 1998 - Er is er één jarig... (Querido)
- 1997 - Misschien wel echt gebeurd: de drieënveertig sprookjes en verhalen (Querido), ISBN 90-214-8094-8
- 1996 - De sjaal (Querido), ISBN 90-214-8150-2
- 1996 - Ibbeltje (Querido), ISBN 90-214-8095-6
- 1996 - Omdat de kraan liep (Querido), ISBN 90-214-8149-9
- 1995 - Beestenboel (Querido), ISBN 90-214-8148-0
- 1992 - Wat ik nog weet (Querido), ISBN 90-214-8142-1
- 1992 - De versjes uit: Dit is de spin Sebastiaan (Querido), ISBN 90-214-3209-9
- 1990 - Jip en Janneke (Querido)
- 1990 - Jorrie en Snorrie (Kinderboekenweekgeschenk stichting CPNB), ISBN 90-70066-85-8
- 1989 - Simpele zielen en nog wat (Querido), ISBN 90-214-8133-2
- 1989 - Uit met juffrouw Knoops (Querido), ISBN 90-214-8137-5
- 1988 - De uilebril (Querido), ISBN 90-214-8135-9
- 1988 - Tante Patent (Querido), ISBN 90-214-8134-0
- 1987 - Ziezo: de 347 kinderversjes (Querido), ISBN 90-214-8131-6
- 1985 - Foto maken (De Viergang), ISBN 90-70234-31-9
- 1983 - Een visje bij de thee: drieëntwintig verhalen en achtenzestig versjes uit eenentwintig boeken (Querido), ISBN 90-214-8128-6
- 1981 - Waaidorp twee (Querido), ISBN 90-214-8125-1
- 1980 - Otje (Querido), ISBN 90-214-8123-5
- 1980 - Waaidorp 8: omdat de kraan liep, met tekeningen van Mance Post (Wolters-Noordhoff), ISBN 90-01-92958-3
- 1979 - Waaidorp 7: de sjaal, met tekeningen van Mance Post (Wolters-Noordhoff), ISBN 90-01-92957-5
- 1979 - Waaidorp [deel 1] (Querido), ISBN 90-214-8102-2
- 1977 - Jip en Janneke (De Arbeiderspers), ISBN 90-295-4005-2
- 1977 - Tom Tippelaar (Querido), ISBN 90-214-1197-0
- 1977 - Waaidorp 5: troep op de stoep, met tekeningen van Mance Post (Wolters-Noordhoff), ISBN 90-01-92955-9
- 1977 - Waaidorp 6: met de eend naar zee, met tekeningen van Mance Post (Wolters-Noordhoff), ISBN 90-01-92956-7
- 1974 - Het fornuis moet weg! (Querido), ISBN 90-214-1373-6
- 1974 - Waaidorp 3: de bril van opa, met tekeningen van Mance Post (Wolters-Noordhoff), ISBN 90-01-92952-4
- 1974 - Waaidorp 4: het lege huis, met tekeningen van Mance Post (Wolters-Noordhoff), ISBN 90-01-92953-2
- 1973 - Floddertje (Querido), ISBN 90-214-1371-X
- 1973 - Waaidorp 2: de tunnel, met tekeningen van Mance Post (Wolters-Noordhoff), ISBN 90-01-92951-6
- 1972 - Waaidorp 1: hoog en laag, met tekeningen van Mance Post (Wolters-Noordhoff), ISBN 90-01-92950-8
- 1971 - Pluk van de Petteflet (De Arbeiderspers), ISBN 90-214-1110-5
- 1970 - Minoes (De Arbeiderspers)
- 1969 - Ja zuster, nee zuster: tweede boek: T.V.-avonturen uit rusthuis Klivia bij wijze van herinnering naverteld (Arbeiderspers)
- 1969 - Wiplala; Wiplala weer (De Arbeiderspers)
- 1968 - Allemaal kaal (Nutricia)
- 1968 - Floddertje en de bruid (Nutricia)
- 1968 - Het beest met de achternaam: een keuze uit wat Annie M.G. Schmidt voor kinderen schreef (Arbeiderspers)
- 1968 - Moeder is ziek (Nutricia)
- 1968 - Opgesloten (Nutricia)
- 1968 - Schuim (Nutricia)
- 1968 - Tante is jarig (Nutricia)
- 1967 - Ja zuster, nee zuster (De Arbeiderspers)
- 1966 - De trapeze: een reeks originele verhalen en gedichten voor de lagere school; deel 2 (Noordhoff)
- 1966 - Het gedeukte fluitketeltje: waarin opgenomen De graaf van Weet-ik-veel (De Arbeiderspers)
- 1966 - Kroezebetje (Arbeiderspers)
- 1965 - Jip en Janneke: vijfde boek (De Arbeiderspers)
- 1964 - Heksen en zo: sprookjes (De Arbeiderspers)
- 1964 - Jip en Janneke: derde boek (De Arbeiderspers)
- 1964 - Jip en Janneke: tweede boek (De Arbeiderspers)
- 1964 - Jip en Janneke: vierde boek (De Arbeiderspers)
- 1964 - Spiegeltje rondreis (De Arbeiderspers)
- 1964 - Vingertje Lik: en een heleboel andere versjes (De Arbeiderspers)
- 1963 - Jip en Janneke: eerste boek (De Arbeiderspers)
- 1963 - Meneer recht mevrouw averecht (De Arbeiderspers)
- 1963 - Pluis en Poezeltje (Persil)
- 1963 - Pluis en Poezeltje en de bijen (Persil)
- 1963 - Pluis en Poezeltje op school (Persil)
- 1963 - Pluis en Poezeltje op straat (Persil)
- 1963 - Pluis en Poezeltje uit winkelen (Persil)
- 1963 - Pluis en Poezeltje zijn ziek (Persil)
- 1962 - Troost voor dames (Querido)
- 1962 - Wiplala weer (De Arbeiderspers)
- 1961 - Cabaretliedjes (De Arbeiderspers)
- 1961 - Sloddervrouwtje en sloddermannetje (Tomado)
- 1961 - De wim-wam reus: en andere liedjes voor de jeugd (De Arbeiderspers)
- 1961 - Dikkertje Dap: en een heleboel andere versjes (De Arbeiderspers)
- 1961 - Ibbeltje: de duif van de directrice (Van Nelle/Venz)
- 1961 - Ibbeltje: vis (Van Nelle/Venz)
- 1960 - Dag, meneer de kruidenier (De Arbeiderspers)
- 1960 - E-ven-tjes la-chen, Jip en Jan-ne-ke (De Ar-bei-ders-pers)
- 1960 - Het hele schaap Veronica. Met illustraties van Wim Bijmoer (De Arbeiderspers) Digitale versie DBNL
- 1960 - Het rad van avontuur (De Arbeiderspers)
- 1960 - Tijs en Lapje (Damesweekblad Eva)
- 1960 - Woelewippie onderweg (Vermande Zonen)
- 1959 - Het lelijke eendje (Citroën)
- 1959 - Scheurkalender 1960 voor kinderen, 732 mini-pagina's met raadsels, puzzels, gedichtjes (o.a. over de schrikkeldag), feuilletons, wetenswaardigheden en memorabilia. Een scheurkalender 1961 was al klaar maar is nooit uitgegeven wegens tegenvallen van het resultaat van de kalender van 1960 (Uitgever ?)
- 1959 - Iedereen heeft een staart (De Arbeiderspers)
- 1959 - Pas op, Jip en Jan-ne-ke (De Arbeiderspers)
- 1959 - Prélientje en de brandweer (Persil)
- 1959 - Prélientje en de leeuwen (Persil)
- 1959 - Prélientje in de bergen (Persil)
- 1959 - Prélientje in de dierentuin (Persil)
- 1959 - Prélientje is chauffeur (Persil)
- 1959 - Prélientje is de dokter (Persil)
- 1959 - Prélientje op de oceaan (Persil)
- 1959 - Prélientje wint de wedstrijd (Persil)
- 1959 - Prélientje wordt verkeersagent (Persil)
- 1958 - Drie stouterdjes en de groentewagen (Persil)
- 1958 - Drie stouterdjes en een pop (Persil)
- 1958 - Drie stouterdjes gaan snoepen (Persil)
- 1958 - Drie stouterdjes gaan verven (Persil)
- 1958 - Drie stouterdjes gaan voetballen (Persil)
- 1958 - Drie stouterdjes in de sneeuw (Persil)
- 1958 - Drie stouterdjes in de storm (Persil)
- 1958 - Drie stouterdjes maken muziek (Persil)
- 1958 - Drie stouterdjes uit vissen (Persil)
- 1958 - Goed zo, Jip en Jan-ne-ke (De Arbeiderspers)
- 1958 - Het beertje Pippeloentje (De Arbeiderspers)
- 1957 - De graaf van Weet-ik-veel (Arbeiderspers)
- 1957 - Een zoen-tje van Jip en Jan-ne-ke (De Ar-bei-ders-pers)
- 1957 - Huishoudpoëzie (De Ar-bei-ders-pers)
- 1957 - Wiplala (Arbeiderspers)
- 1956 - Daar gaan Jip en Jan-ne-ke (De Ar-bei-ders-pers)
- 1956 - Op visite bij de reus (De Arbeiderspers)
- 1955 - De A van Abeltje (De Arbeiderspers)
- 1955 - De vrouw zo, de man zus / De man zus, de vrouw zo (De Arbeiderspers, De Bezige Bij), eerder verschenen in Het Parool, 1954
- 1955 - Hop maar Jip en Jan-ne-ke (De Arbeiderspers)
- 1955 - Ik ben lekker stout (De Arbeiderspers)
- 1955 - In Holland staat mijn huis (Querido) Digitale versie DBNL
- 1954 - De familie Doorsnee (De Arbeiderspers)
- 1954 - De groe-ten van Jip en Jan-ne-ke (De Arbeiderspers)
- 1954 - De lapjeskat (De Arbeiderspers)
- 1954 - Van schuitje varen tot Van Schendel (Vereniging ter bevordering van de belangen des boekhandels)
- 1954 - Weer of geen weer: gedichten (De Arbeiderspers)
- 1953 - Abeltje (De Arbeiderspers)
- 1953 - De toren van Bemmelekom (De Arbeiderspers)
- 1953 - Jip en Jan-ne-ke (De Arbeiderspers)
- 1953 - Kom, zei het schaap Veronica (De Arbeiderspers)
- 1952 - Veertien uilen (De Arbeiderspers)
- 1951 - En wat dan nog?: gedichten (De Arbeiderspers)
- 1951 - Dit is de spin Sebastiaan (De Arbeiderspers) Met illustraties van Wim Bijmoer. Digitale versie DBNL (6e druk, 1966)
- 1951 - Het schaap Veronica (De Arbeiderspers)
- 1951 - Impressies van een simpele ziel (Querido)
- 1950 - Het Fluitketeltje en andere versjes (De Arbeiderspers)